# فرناندوی یکم، پادشاه پرتغال
فرناندو اول پرتغال (به پرتغالی: Fernando I de Portugal) معروف به the handsome یا the inconstant نهمین پادشاه پرتغال (۱۳۶۷ – ۱۳۸۳) از دودمان بورگوندی